# Elfriede Jelinek
Elfriede Jelinek (Mürzzuschlag, Estiria, 20 de octubre de 1946) es una novelista, poeta, dramaturga, ensayista, guionista, traductora y activista feminista austriaca, premio Nobel de Literatura en 2004.

## Biografía
De padre judío checo (el apellido Jelinek, significa "cervatillo" en checo) y madre vienesa de clase acomodada. Perteneció al Partido Comunista Austriaco de 1974 a 1991, y gran parte de su trabajo se puede inscribir en la sofisticada tradición lingüista de la crítica social. Desde muy temprana edad aprendió música y estudió composición en el Conservatorio de Música de Viena. Tras diplomarse en 1964, realizó cursos de teatro e historia del arte, mientras continuaba con sus estudios musicales. Aclamada y controvertida, las obras de Jelinek se mueven entre la prosa y la poesía, e incluyen descripciones que van desde escenas teatrales a secuencias fílmicas. Décima mujer galardonada con el premio Nobel de Literatura, lo obtuvo en 2004 por «el flujo musical de voces y contravoces en sus novelas y obras de teatro».
Se hizo popular por su novela Las amantes (1975), que conquistó al público de lengua alemana. Otras obras suyas sobresalientes son las novelas Somos reclamos, baby (1970), Los excluidos (1980), La pianista (1983), que plasmó en el cine el director Michael Haneke en 2001, Deseo (1989), Los hijos de los muertos (1995) y Obsesión (2000); el libro de poemas Las sombras de Lisa (1967);  las obras teatrales Lo que ocurrió después de que Nora abandonara a su marido o pilares de la sociedad (1979), Nubes. Hogar (1988), Una pieza deportiva (1998), La Central (2003)... Como su compatriota Thomas Bernhard ha repudiado a su país, al que reprocha seguir anclado en su pasado nazi. Considerada como una de las autoras contemporáneas de habla alemana más importantes, crea en sus novelas la imposibilidad de las mujeres de lograr una vida completa en un mundo donde son pintadas con imágenes estereotipadas. Ha traducido al alemán a autores estadounidenses, Thomas Pynchon entre ellos, y actualmente reside entre Viena y Múnich.

## Temáticas y polémicas
Odio y admiración se reparten a partes iguales entre sus críticos y lectores. Sus obras han sido desde un comienzo un auténtico mazazo para la sociedad austriaca que, según Jelinek, está dominada por la hipocresía de la clase pequeño burguesa y no ha conseguido superar todavía su pasado nazi. Sus novelas y obras teatrales, consideradas una auténtica provocación por la derecha de su país, han sido calificadas como anti-arte o como pornografía roja. Basta recordar que durante la campaña electoral de 1995 el ultraderechista Jörg Haider hacía a su posible electorado la siguiente pregunta: «¿A usted le gusta Jelinek, o el arte y la cultura?». 
Intervino activamente en la petición al gobierno de la liberación del asesino serial Jack Unterweger condenado a cadena perpetua por el asesinato de la joven alemana Margaret Schäfer, de 18 años. Esta reinserción a la sociedad conseguida por las presiones de Jelinek y otros miembros de la extrema izquierda del país llevó a la muerte de diez mujeres más en Estados Unidos y Europa a manos de Unterweger entre el 23 de mayo de 1990, día de su liberación y cancelación de condena de cadena perpetua, y el 27 de febrero de 1992, día de su detención por el FBI en Miami. Una gran parte de la sociedad austriaca acusa a Jenilek de tener las manos manchadas de sangre por su intercesión en la liberación de un reconocido asesino serial.
La crítica la ha calificado de feminista radical y ella se declara a gusto con esta etiqueta. El tres de mayo de 2004 en la Academia Lessing, Jelinek decía: «Nadie logrará hacerme renunciar a mis bromas estúpidas, a mi tono desengañado, ni siquiera por la fuerza; bueno, quizá por la fuerza. Cuando yo quiero decir algo, lo digo como quiero. Al menos quiero darme ese gusto, aunque no consiga nada más, aunque no logre ningún eco». El eco lo ha logrado, prueba de ello es el Nobel que recibió en 2004. Su instrumento de reivindicación es la escritura. Una escritura en la que su feminismo no aparece puesto en bandeja a los lectores bajo una óptica amable. Da la vuelta a los tópicos feministas más desgastados por el uso sin perder de vista la diferencia y desigualdad.
A dos días de serle concedido el Premio Nobel de Literatura de ese año, la Academia Sueca se vio envuelta en una polémica a raíz de la abrupta renuncia de uno de sus miembros, el prestigioso literato sueco Knut Ahnlund, en protesta por la distinción
«El premio Nobel del año pasado no solo ha causado un daño irreparable a todas las fuerzas progresistas, sino que ha confundido la visión general de la literatura como arte», afirmó en aquel momento, y describió la obra como «una masa de texto sin el menor rastro de estructura artística», y se preguntó si los académicos habían leído alguno de sus veintitrés libros.
Según Jelinek, su postura está al lado de los oprimidos (que aparecen obsesivamente por sus novelas), entre ellos de la mujer. Considera que debe hacerse frente al caos de una sociedad patriarcal dominada por el sexo, que como elemento vertebrador parece ser tan solo productor de podredumbre. Y para ponerla de relieve nada mejor que llevar la situación hasta extremos casi insoportables donde los personajes parecen perder su naturaleza de humanos para ser bestias.

## Obras

### Poesía
- 1967 - Lisas Schatten
- 2000 - ende / gedichten von 1966-1968

### Novelas
- 1969 - bukolit. hörrorman
- 1970 - wir sind lockvögel baby!
- 1972 - Michael : ein Jugendbuch für die Infantilgesellschaft
- 1975 - Die Liebhaberinnen, (Las amantes).
- 1980 - Die Ausgesperrten, (Los excluidos)
- 1983 - Die Klavierspielerin, (La pianista).
- 1985 - Oh Wildnis, oh Schutz vor ihr
- 1989 - Lust, (Deseo)
- 1995 - Die Kinder der Toten
- 2000 - Gier: ein Unterhaltungsroman, (Obsesión)
- 2011 - Neid. Privatroman
- 2011 - Winterreise. Ein Theaterstück
- 2013 - rein GOLD. ein bühnenessay

### Teatro
- 1979- Was geschah, nachdem Nora ihren Mann verlassen hatte; oder Stützen der Gesellschaften
- 1982 - Clara S, musikalische Tragödie
- 1985 - Burgtheater. Pusse mit Gesang
- 1986 - Begierde und Fahrererlaubnis (eine Pornographie)
- 1987 - Krankheit oder Moderne Frauen. Wie ein Stück
- 1988 - Wolken. Heim
- 1992 - Präsident Abendwind. Ein Dramolett, sher frei  nach Johann Nestroy
- 1992 - Totenauberg (Akademietheater)
- 1994 - Rästatte oder Sie machens alle. Eine Komödie
- 1996 - Stecken, Stab und Stangl. Eine Handarbeit
- 1998 - Ein Sportstück
- 1998 - er nicht als er (zu, mit Robert Walser)
- 2000 - Das Lebewohl (Les Adieux)
- 2000 - Das Schweigen
- 2000 - Der Tod und das Mädchen II
- 2001 - MACHT NICHTS - Eine kleine Trilogie
- 2002 - In den Alpen: drei Dramen
- 2002 - Der Tod und das Mädchen I-V : Prinzessinnendramen (La muerte y la doncella I-V)
- 2003 - Das Werk
- 2003 - Bambiland, (Bambilandia)
- 2004 - Irm und Margit
- 2005 - Babel, 2005 (Babel)
- 2006 - Ulrike Maria Stuart
- 2006 - Über Tiere
- 2008 - Rechnitz (Der Würgeengel)
- 2009 - Die Kontrakte des Kaufmanns. Eine Wirtschaftskomödie
- 2009 - Abraumhalde
- 2010 - Das Werk/Im Bus/Ein Sturz
- 2011 - Winterreise
- 2011- Kein Licht
- 2012 - FaustIn and out. Sekundärdrama
- 2012 - Die Straße. Die Stadt. Der Überfall
- 2013 - Schatten (Eurydike sagt)
- 2013 - Aber sicher!
- 2014 - Die Schutzbefohlenen

### Radioteatro
- 1972 - wenn die sonne sinkt, ist für manche schon büroschluß
- 1972 - Wien West
- 1973 - Untergang eines Tauchers
- 1976 - Die Bienenkönige
- 1977 - Jelka
- 1977 - Porträt einer verfilmten Landschaft
- 1978 - Die Jubilarin
- 1979 - Die Ausgesperrten
- 1979 - Was geschah, nachdem Nora ihren Mann verlassen hatte oder Stützen der Gesellschaft
- 1982 - Frauenliebe - Männerleben
- 1986 - Erziehung eines Vampirs
- 1988 - Die Klavierspielerin
- 1991 - Burgteatta
- 1992 - Präsident Abendwind
- 1992 - Wolken. Heim
- 1996 - Stecken, Stab und Stangl
- 1997 - Todesraten (con Olga Neuwirth)
- 1998 - er nicht als er
- 2003 - Jackie
- 2004 - Moosbrugger will nichts von sich wissen
- 2006 - Sportchor
- 2006 - Bambiland
- 2007 - Ulrike Maria Stuart
- 2008 - bukolit
- 2010 - Rechnitz
- 2011 - Neid
- 2012 - Kein licht
- 2012 - Die Straße. Die Stadt. Der Überfall
- 2014 - Die Schutzbefohlenen
- 2015 - Eine Wirtschaftskomödie Aber sicher

### Ensayos
- 1976 - kein licht ande des tunnels - nachrichten über thomas pynchon
- 1983 - Ich möchte seicht sein
- 1984 - Ich schlage sozusagen mit der Axt drein
- 1986 - In den Waldheimen und auf den Haidern
- 1992 - Der Österreicher als Harren der Toten
- 1997 - Sinn egal. Körper zwecklos
- 2001 - Oh mein Papa
- 2003 - In Mediengewittern
- 2005 - Wir müssen weg
- 2008 - Im Verlassenen
- 2009 - Im Reich der Vergangenheit
- 2011 - Das Parasitärdrama
- 2012 - Pussy Riot. Singen. Tanzen. Schreien
- 2013 - Die Schutzbefohlenen
- 2013 - Nach Nora
- 2013 - Die Tote Musik-Maschine
- 2013  - Mein gute Textwurst
- 2014 - Warnung an Griechenland vor der Freiheit

### Libretos de ópera
- 1999 - Bälhamms Fest
- 2003 - Lost Highway
- 2012 - Der tausendjährige Posten oder Der Germanist (con Irene Dische)

### Guiones cinematográficos
- 1982 - Die Ausgesperrten (con Franz  Novotny)
- 1991 - Malina
- 2009 - Die Blutgräfin (con Ulrike Ottinger)

### Traducciones
- 1973 - Im Moor, relato de Onelio Jorge Cardoso
- 1973 - Josefina, bedien der Harren, relato de Guillermo Cabrera Infante
- 1973 - Schweine oder Hunde, auf Trüffeljagd abgerichtet, relato de Humberto Arenal
- 1981 - Die enden der Parabel, novela de Thomas Pynchon
- 1983 - Wer bin ich? (Who I am?), poema de P. J. Blumenthal
- 1983 - Unter Fremden (Among Aliens), poema de P. J. Blumenthal
- 1983 - Herrenjagd (Monsieur Chasse!), obra teatral de Georges Feydeau
- 1986 - El Castillo, poema de Fernando Silva
- 1986 - Tränen um eine Hure (Lágrimas por una puta), poema de Carlos Rigby
- 1986 - Sandino, poema de Cony Pacheco
- 1986 - Der Gockel (Le dindon), obra teatral de Georges Feydeau.
- 1986 - Floh im Ohr (La puce à l'oreille), obra teatral de Georges Feydeau
- 1988 - Die Affäre Rue de Lourcine (L'affaire de la rue de Lourcine), obra teatral de Eugène Labiche
- 1988 - Der Bewerb oder Sand für die Augen (La poudre aux yeux), obra teatral de Eugène Labiche
- 1990 - Die Dame vom Maxim (La dame de Chez Maxim), obra teatral de Georges Feydeau
- 1997 - Fastnacht (La mi-carême), novela corta de Georges Feydeau
- 2001 - Der Jude von Malta (The Famous Tragedy of the Rich Jew of Malta), obra teatral de Christopher Marlowe
- 2004 - Ernst ist das Leben (The Importance of Being Earnest), obra teatral de Oscar Wilde
- 2011 - Der ideale Mann (An Ideal Husband), obra teatral de Oscar Wilde. Con Karin Rausch

## Obras traducidas al español
- La muerte y la doncella I-V. Editorial Pre-Textos. 2008. ISBN 978-84-15297-75-8.
- fin. Editorial Cuarto Propio. 2018. ISBN 978-956-396-032-7.
- Jelinek, Elfriede; Adan Kovacsics, trad. Adan Kovacsics. Al margen / Cita. Barcelona: Temporal, 2024.
- Jelinek, Elfriede, trad. José Aníbal Campos. Declaración de persona física. Barcelona: Temporal, 2024.

| Predecesor: John Maxwell Coetzee | Premio Nobel de Literatura 2004 | Sucesor: Harold Pinter |